# UTMB World Series
Die UTMB World Series ist eine jährlich ausgetragene internationale Cupwertung von Ultra-Trailläufen. Sie wurde 2021 durch die Veranstalter des Ultra-Trail du Mont-Blanc gegründet und fand 2022 zum ersten Mal statt. Sie ist die Nachfolgeveranstaltung der Ultra-Trail World Tour.

## Gründung
Die UTMB World Series entstand nach dem Kauf der Ultra-Trail World Tour durch den Ultra-Trail du Mont-Blanc. Dieses neue Wettkampfformat wurde 2022 in Partnerschaft mit der Ironman-Gruppe geschaffen. Aktuell umfasst die Serie 37 Ultra-Traillauf-Wettbewerbe in 16 Ländern.

## Reglement
Die UTMB World Series bestehen aus vier Ebenen:
- UTMB World Series Qualifiers
- UTMB World Series Events
- UTMB World Series Majors
- UTMB World Series Finals

Jede dieser Ebenen ermöglicht es, Startplätze für höhere Ebenen zu bekommen oder über ein System von „Running Stones“ an der höchsten Ebene, den Finalen, teilzunehmen. Dabei entspricht jeder „Running Stone“ einem Los für die Startplatzlotterie der UTMB World Series Finals.
Jede Ebene umfasst verschiedene Distanzbereiche, die je nach Distanz „Running Stones“ für die Finisher vergeben:
| Name der Ebene | Distanz                               | Running Stones aus den UTMB World Series Events | Running Stones aus den UTMB World Series Majors |
| -------------- | ------------------------------------- | ----------------------------------------------- | ----------------------------------------------- |
| 100M           | Mehr als 160 km (Mehr als 100 Meilen) | 4                                               | 8                                               |
| 100K           | Zwischen 100 und 160 km               | 3                                               | 6                                               |
| 50K            | Zwischen 50 und 100 km                | 2                                               | 4                                               |
| 20K            | Zwischen 20 und 50 km                 | 1                                               | 2                                               |

Bei der Elite sind die ersten drei Männer und Frauen der UTMB World Series Events und die ersten zehn der UTMB World Series Majors für die nächste Ausgabe der UTMB World Series Finals qualifiziert.

### UTMB World Series Qualifiers
Diese Ebene umfasst Tausende von Ultra-Trailläufen auf der ganzen Welt. Finisht man einen Lauf dieser Ebene, erhält man leichter Zugang zu Läufen der nächsten Ebene „UTMB World Series Events“, gewinnt aber keine „Running Stones“ für die Teilnahme an der Verlosung für die „UTMB World Series Finals“, zu denen zum Beispiel der Ultra-Trail du Mont-Blanc gehört.

### UTMB World Series Events
Dieser Ebene gehören weltweit ca. 30 Läufe an. Finisht man einen Lauf dieser Ebene, erhält man je nach Distanz der Strecke „Running Stones“. Diese sammelt man, um Zugang zur Verlosung für die Läufe der „UTMB World Series Finals“ zu erhalten.

### UTMB World Series Majors
Drei Finale auf drei Kontinenten: Europa, Amerika und Asien/Ozeanien. Sie ermöglichen es, die doppelte Anzahl an „Running Stones“ zu gewinnen, um Zugang zur Verlosung für die Läufe der „UTMB World Series Finals“ zu erhalten.

### UTMB World Series Finals
Um Zugang zu den Finalen zu erhalten, braucht man einen gültigen UTMB-Index und mindestens einen „Running Stone“, der in den letzten zwei Jahren in den unteren Ebenen erlaufen wurde. Das Los entscheidet, außer bei Läufern, die sich durch einen Sieg bei einem Lauf der UTMB World Series qualifiziert haben, und bei Läufern, die Priorität haben.
Bei den UTMB World Series Finals werden Titel in drei Läufen vergeben: Dem OCC (50 km), CCC (100 km) und dem UTMB (100 Meilen) beim Ultra-Trail du Mont-Blanc.

### UTMB-Index
Der UTMB-Index erlaubt es, das Leistungsniveau der Läufer weltweit zu vergleichen. Er wird basierend auf den Ergebnissen bei den Läufen der UTMB World Series kalkuliert. Ein gültiger UTMB-Index ist Voraussetzung, um an der Verlosung für die Läufe der UTMB World Series Finals teilzunehmen. Läufer mit gültigem UTMB-Index erhalten gewisse Vorteile, wie zum Beispiel Vorab-Registrierung (48 h vor Start der allgemeinen Anmeldung).

## Läufe
Die Serie umfasst mehr als 30 Ultra-Traillauf-Wettbewerbe in 16 Ländern.
2022 waren u. a. der Eiger Ultra Trail, der TransLantau, der Transvulcania, der Kullamannen und der Ultra-Trail du Mont-Blanc (Finals) Teil der UTMB World Series. 2023 wurden weitere Läufe aufgenommen.

## Ergebnisse
2022
| Event | Männer          | Frauen              |
| ----- | --------------- | ------------------- |
| UTMB  | Kilian Jornet   | Katie Schide        |
| CCC   | Petter Engdahl  | Blandine L’Hirondel |
| OCC   | Manuel Merillas | Sheila Avilés       |

2023
| Event | Männer          | Frauen             |
| ----- | --------------- | ------------------ |
| UTMB  | Jim Walmsley    | Courtney Dauwalter |
| CCC   | Jonathan Albon  | Yngvild Kaspersen  |
| OCC   | Stian Angermund | Toni McCann        |